# Ben ‘Ammi
Ben ‘Ammi (hebreiska: בן עמי) är en ort i Israel.   Den ligger i distriktet Norra distriktet, i den norra delen av landet. Ben ‘Ammi ligger 33 meter över havet och antalet invånare är 703.
Terrängen runt Ben ‘Ammi är platt åt sydväst, men åt nordost är den kuperad. Havet är nära Ben ‘Ammi åt nordväst.Runt Ben ‘Ammi är det ganska tätbefolkat, med 90 invånare per kvadratkilometer. Närmaste större samhälle är Nahariya, 2,9 km väster om Ben ‘Ammi. Trakten runt Ben ‘Ammi består till största delen av jordbruksmark.